# Цене Марковић
Цене Марковић (Јелошник код Тетова, 1864 — 1922) је био српски четнички војвода у Старој Србији и Македонији.

## Биографија
Цене Марковић је рођен 1864. у селу Јелошник код Тетова, у данашњој Северној Македонији. Као младић одлази на печалбу у Бугарску, а затим 1882. у Русију где се уписује као добровољац у коњичку подофицирску школу. Деведесетих година одлази у Бугарску као наредник. Уписује се у организацију ВМРО и убрзо постаје војвода. Након покоља Срба у селу Кокошињу 1905. од стране ВМРО-а напушта ту организацију и постаје српски војвода. Деловао је са четом у Горњем Поречу и у гостиварском крају. Водио је борбе углавном против албанских качака. Године 1912. у Првом балканском рату у четничком одреду Војислава Танкосића учествује у борбама на Мердару. У Првом светском рату такође учествује као четник. Жени се у Битољу 1915. и учествује у пробоју Солунског фронта 1918.